# Taeniotes
Taeniotes es un género de coleópteros de la familia de los escarabajos longicornios.

## Especies
Este género contiene las siguientes especies:
- Taeniotes affinis Breuning, 1935
- Taeniotes amazonum Thomson, 1857
- Taeniotes antonkozlovi Santos-Silva & Botero, 2017
- Taeniotes batesi (Thomson, 1879)
- Taeniotes boliviensis Dillon & Dillon, 1941
- Taeniotes buckleyi Bates, 1872
- Taeniotes cayennensis Thomson, 1859
- Taeniotes chapini Dillon & Dillon, 1941
- Taeniotes dentatus Dillon & Dillon, 1941
- Taeniotes farinosus (Linnaeus, 1758)
- Taeniotes inquinatus Thomson, 1857
- Taeniotes insularis Thomson, 1857
- Taeniotes insularis gahani Breuning, 1943
- Taeniotes iridescens Dillon & Dillon, 1941
- Taeniotes leucogrammus Thomson, 1865
- Taeniotes leucogrammus luciae Touroult, 2007
- Taeniotes luciani  Thomson, 1859
- Taeniotes marmoratus Thomson, 1865
- Taeniotes naevius Bates, 1872
- Taeniotes orbignyi Guérin-Méneville, 1844
- Taeniotes peruanus Breuning, 1971
- Taeniotes praeclarus Bates, 1872
- Taeniotes pulverulentus (Olivier, 1790)
- Taeniotes relucens Santos-Silva & Tavakilian, 2017
- Taeniotes scalatus (Gmelin, 1790)
- Taeniotes similis Dillon & Dillon, 1941
- Taeniotes simplex Gahan, 1888
- Taeniotes xanthostictus Bates, 1880